# Blaze Bayley (Band)
Blaze Bayley (bis März 2007 Blaze) ist eine klassische Heavy-Metal/Power-Metal-Band, die 1999 vom gleichnamigen britischen Sänger Blaze Bayley gegründet wurde. Bayley war zuvor Sänger von Iron Maiden und Wolfsbane. Der Stil war wesentlich moderner orientiert als der von Iron Maiden und ist vergleichbar mit den Soloprojekten von Bruce Dickinson, Bayleys Vorgänger und Nachfolger bei Iron Maiden.

## Geschichte
Neben Bayley gehörten Steve Wray und John Slater (Gitarre), Rob Naylor am E-Bass und Jeff Singer (Schlagzeug) zu den Gründungsmitgliedern der Band.
In dieser Besetzung produzierte die Band ihr Debütalbum Silicon Messiah im Jahr 2000, ein düsteres, klassisch komponiertes und sehr druckvoll produziertes Album, das sich inhaltlich mit dem Omegapunkt und der Technisierung nahezu sämtlicher Lebensumstände auseinandersetzt. Einige Songs dieses Albums komponierte Bayley ursprünglich für ein gemeinsames neues Album mit Iron Maiden, welches jedoch aufgrund seiner Entlassung im Jahr 1999 nicht zustande kam.
Zwei Jahre später erschien „Tenth Dimension“, ein Konzeptalbum, welches sich um einen imaginären Wissenschaftler dreht, der für die Amerikaner eine Superwaffe entwickelt und zu spät begreift, welchen Schrecken er in die Welt gesetzt hat. Blaze Bayley gibt offen zu, dass er sich bei diesem Album stark von der Geschichte Robert Oppenheimers hat inspirieren lassen.
2003 erschien die Doppel-CD As Live as It Gets mit Songs sowohl von Blaze als auch von Iron Maiden und sogar noch aus der Wolfsbane-Ära.
Ende 2003 fand ein Line-up-Wechsel statt. Naylor und Singer verließen die Band und wurden durch Bassist Wayne Banks und Drummer Jason Bowld ersetzt.
Diese Formation zeichnet verantwortlich für das ebenfalls 2004 erschienene Blood and Belief, einem düsteren und sehr persönlichen Album über die persönlichen Probleme des Leadsängers, seine Alkoholsucht und seine Selbstfindungsphase.
Im September 2004 kam es zu einem erneuten, diesmal kompletten Wechsel der Bandmitglieder. Damit sind alle Gründungsmitglieder der Band bis auf Blaze Bayley selbst ausgetauscht. Das neue Line-up besteht aus Oliver Palotai und Luca Princiotta an der Gitarre sowie Christian Ammann am E-Bass und dem Drummer Daniel Schild.
Im November 2006 trennten sich Blaze Bayley und die Band aufgrund „unüberbrückbarer Differenzen“ mit der Arbeitsweise des neuen Managements.
Im März 2007 wurde das neue Line-up angegeben, zudem arbeitet die Band ab sofort unter dem Namen „Blaze Bayley“. Im Juli 2008 erschien das neue Album The Man Who Would Not Die. Mit gleicher Besetzung erschien am 1. Februar 2010 das bisher neueste Album Promise and Terror. Viele Songtexte sind durch den Tod von Bayleys Ehefrau Debbie geprägt. Der zweite Teil des Albums behandelt die Themen persönliche Trauer, Verlust und Schmerz, während der erste Teil des Albums optimistischer ist.
Am 21. Mai verkündete Blaze Bayley auf seiner Homepage, dass Larry Paterson (Schlagzeug) und die Managerin Anna das Blaze Bayley Camp verlassen haben. Mit Claudio Tirincanti fanden Blaze Bayley einen temporären Ersatzschlagzeuger.

## Diskografie
- Silicon Messiah (2000)
- The Tenth Dimension (2002)
- As Live as It Gets (Live, 2003)
- Blood and Belief (2004)
- Alive in Poland (Live-DVD, 2007)
- The Man Who Would Not Die (2008)
- The Night That Will Not Die (Live, 2009)
- Promise and Terror (2010)
- The King of Metal (2012)
- Soundtracks of My Life (2013)
- Freedom (2015)
- Infinite Entanglement (2016)
- Endure and Survive / Infinite Entanglement Part 2 (2017)
- The Redemption of William Black / Infinite Entanglement Part 3 (2018)
- December Wind (2018)
- War Within Me (2021)
- Damaged Strange Different and Live (Live, 2023)
- Circle of Stone (2024)